# Leo X
Leo X, egentligen Giovanni de' Medici, född 11 december 1475 i Florens, död 1 december 1521 i Rom, var påve 11 mars 1513–1 december 1521.
Giovanni de' Medici var son till Lorenzo de' Medici och Clarice Orsini. Han utsågs till kardinaldiakon in pectore 1489, och tillträdde först 1492. 1512 utnämnde påven honom till guvernör över Florens, året därefter valdes han till påve. Han antog namnet Leo X.
Leo X fördömde Martin Luthers läror genom bullan Exsurge Domine (1520). När Luther offentligen hade bränt denna bulla, exkommunicerade Leo X Luther den 3 januari 1521 med en ny bulla, Decet Romanum Pontificem.
Leo X ligger begraven i Peterskyrkan.

## Biografi

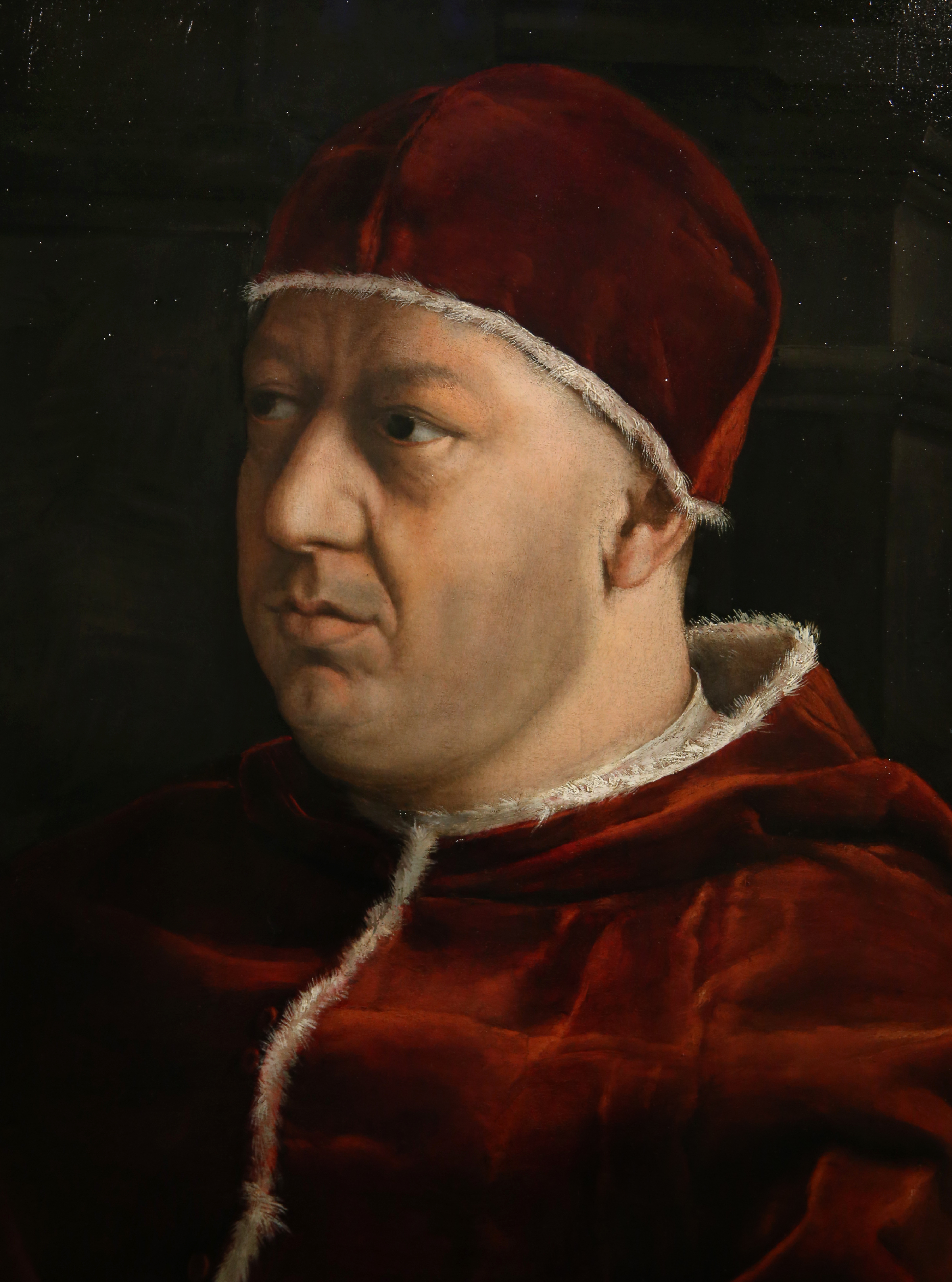
Leo X (1475–1521), detalj av målning av Rafael (1518–1519). Galleria degli Uffizi, Florens.

Giovanni de' Medici, andre son till Lorenzo il Magnifico, erhöll redan 1482 tonsuren och upphöjdes 1489 till kardinaldiakon av Santa Maria in Domnica in pectore; först tre år senare anlade han insignierna på sin värdighet. Sin lärda uppfostran erhöll han av män sådana som Angelo Poliziano, Marsilio Ficino och Bibbiena, han studerade också teologi och kanonisk rätt vid universitetet i Pisa. Under sin tidigare kardinalstid intog han en tillbakadragen ställning, hängav sig åt ett fäderneärvt intresse för litteratur och konst, samt företog resor till Tyskland och Frankrike. Under Julius II började han spela en mera framträdande roll och utnämndes 1509 till legat i Bologna. Tillfångatagen i slaget vid Ravenna 1512, lyckades han emellertid undkomma till Florens, där hans familj återfått makten, och valdes efter Julius II:s död 1513 till påve.
Man kan inte frånkänna Leo skicklighet och förtjänster som kyrkopolitiker. Med de schismatiska franska kardinalerna lyckades han genomföra en utjämning som fick till följd att Ludvig XII undandrog konciliet i Pisa sitt stöd. Åt en del av Laterankonciliets reformbeslut i avseende på kurian gav Leo sin sanktion, och vid dess upplösning 1517 var schismen definitivt hävd. En annan framgång för den påvliga politiken var avslutandet av ett konkordat med Frans I av Frankrike 1516, varigenom den så kallade pragmatiska sanktionen upphörde att gälla. Leos korstågsplaner strandade däremot på den franske kungens obenägenhet.
Habil diplomat som han var, spelade Leo trots sin svaga ställning med mycken skicklighet med de makter som tävlade om huvudinflytandet i Italien. I striden mellan Frankrike och den heliga ligan höll han sig neutral. I slutet av sin regering ingick han (1521) ett förbund med kejsar Karl V och lyckades med hans hjälp erövra Parma och Piacenza åt Kyrkostaten samt besätta hertigens av Ferarra område, då han mitt under sina triumfer avled.
Sitt egentliga rykte hos eftervärlden vann Leo genom sina litterära och konstnärliga mecenatskap. Flera av tidens mest berömda konstnärer – till exempel Michelangelos, Rafaels – var knutna till hans pontifikat. Det största av hans regerings konstnärliga företag var byggandet av S:t Peterskyrkans, och det blev indirekt upphovet till den mest betydande tilldragelsen under hans pontifikat. Det var som bekant de medel som användes för att skaffa pengar till det väldiga företagets fullbordande som gav närmaste incitamentet till Martin Luthers uppträdande. Leo ingrep i Reuchlinstriden i Tyskland, och uppmuntrade utgivning av Talmud. Hans pontifikat har betraktats som förmånligt för judar i Europa.
Leo var en bildad och njutningslysten renässansman, fastän av ett finare slag än Alexander VI eller Julius II, och tillika en skicklig och skrupulös diplomat, men han saknade helt det sedliga allvar, den nitälskan och den kraft, som krävs av en kyrkans styresman helst i en brytningstid sådan som den som hans pontifikat inföll under.